# Virus Syndicate
Virus Syndicate é um coletivo de artistas de grime britânico de Manchester, centrado no JSD e Nika D. Eles são conhecidos por sua fusão de dubstep com grime, e tem sido elogiado pelo The Daily Telegraph como "alguns dos mais tensos MCs Britânicos desde o primeiro álbum do Dizzee Rascal."

## Música e estilo
O Virus Syndicate é conhecido por sua fusão com dubstep e grime, colocando efeitos de dub na voz e usando sub bass, comum no dubstep.

## Carreira
Eles, muitas vezes, forneceram os vocais de acompanhamento nas gravações do solo do Mark One, especificamente em seu LP de estréia, One Way. Eles também lançaram dois LPs de seu próprio grime, Work Related Illness e Sick Pay, ambos em colaboração com Mark One. A capa do LP teve uma arte de cartoon e uma história em quadrinhos sobre a vida cotidiana dos membros do grupo. Eles também aparecem na faixa "Dead Man Walking" no primeiro álbum do Milanese. Virus Syndicate aparece na gravadora Planet µ.
Além disso eles fizeram um EP em 2015 com o grupo holandês de Hip-Hop Dope D.O.D chamado Battle Royal EP.